# لوییز نولسون

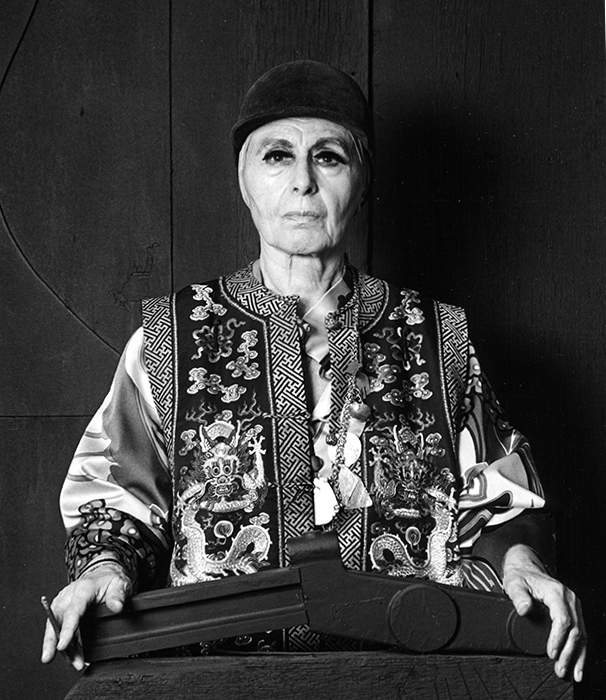
پرتره لوئیز نلسون کار لین گیلبرت، ۱۹۷۶، به سفارش گالری Pace، نیویورک.

لوییز نولسون (به انگلیسی: Louise Nevelson) (زاده ۲۳ سپتامبر ۱۸۹۹ - درگذشت ۱۷ آوریل ۱۹۸۸) یک مجسمه‌ساز آمریکایی بود.
وی در استان پولتاوا امپراتوری روسیه (اوکراین کنونی) متولد شد و در اوایل قرن بیستم با خانواده اش به ایالات متحده مهاجرت کرد. نلسون انگلیسی را در مدرسه یادگرفت.
در اوایل دهه ۱۹۳۰ وی در کلاسهای هنر دانشجویان هنر کالج نیویورک شرکت می‌کرد و در سال ۱۹۴۱ اولین نمایشگاه انفرادی خود را داشت. او دانش‌آموخته اساتیدی چون هانس هوفمن و چایم گروس بود، مجسمه‌های او که معمولاً از چوب ساخته می‌شوند، به شکل پازل مانند به نظر می‌رسند، مجسمه‌های دیواری وی اغلب ۳ بعدی بودند، یکی از ویژگی‌های منحصر به فرد کار او این است که چهره‌های او اغلب سیاه و سفید نقاشی می‌شوند. کارهای نولسون، در سی و یکمین دوسالانه ونیز به نمایش درآمد. کارهای او در مجموعه‌های اصلی در موزه نیویورک نگهداری می‌شود. نلسون یکی از مهمترین چهره‌های مجسمه‌سازی قرن بیستم آمریکا است.